# 諏訪熊太郎
諏訪 熊太郎（すわ くまたろう、1890年（明治23年）5月23日 - 1975年（昭和50年）1月26日）は、日本のキリスト教宣教家。

## 略歴
- 1890年（明治23年）5月23日 - 西田川郡西郷村（現・山形県鶴岡市）の、佐藤桃次郎の長男として生れる。
- 1907年（明治40年） -  庄内農学校（現・山形県立庄内農業高等学校）卒業
- 1912年（大正元年）[元号要検証] - 豪農・諏訪八右衛門の娘「諏訪ゆき」と結婚し諏訪家の婿養子となる。
- 1914年（大正3年） - 内村鑑三の著書を読みキリスト教に関心を持つ。
- 1915年（大正4年） - 鶴岡市家中新町に転居
- 1917年（大正6年） - 洗礼を受ける。
- 1925年（大正14年） - 鶴岡市周辺の農村部落をまわり福音伝道を始める。
- 1932年（昭和7年） - 伝道をやめる。
- 聖書講習会を開き伝道活動に努める。
- 1975年（昭和50年）1月26日 -  84歳で死去。

## 著書
- 1931年（昭和6年） - 『判り易いマタイ伝解釈』  一粒社（出版）
- 1975年（昭和50年） - 『信仰一人旅 : 田舎基督者の還暦回顧録』 森田外雄（編） キリスト教図書出版社（出版）
- 1981年（昭和56年） - 『諏訪熊太郎遺稿と追想』 キリスト教図書出版社（出版）

## 家族親族
- 実父：佐藤桃次郎
- 父：諏訪八右衛門 - 豪農
- 妻：諏訪ゆき - 八右衛門の娘
- 兄：諏訪尚太郎 - 実業家
- 姪：諏訪根自子 - ヴァイオリニスト

## 参考資料
- 『庄内人名辞典』 大瀬欽哉（代表編者） 致道博物館内「庄内人名辞典刊行会」（発行）